# Arthur Askey
Arthur Bowden Askey CBE, född 6 juni 1900 i Liverpool, Merseyside, död 16 november 1982 i London, var en brittisk skådespelare och komiker.

## Rollista i urval
- 1941 – Spöktåget
- 1942 – Mannekängerna som försvann
- 1959 – Make Mine a Million
- 1967–1980 – The Good Old Days (TV-serie) (12 avsnitt)